# Mauritz Andersson
Mauritz Olof Andersson (Göteborg, 22 settembre 1886 – Göteborg, 1º novembre 1971) è stato un lottatore svedese, specializzato nella lotta greco-romana.

## Palmarès

### Olimpiadi
- Argento a Londra 1908 nei pesi medi.